# Emanuel Vignato
Emanuel Vignato (Negrar, 24 agosto 2000) è un calciatore italiano con cittadinanza brasiliana, centrocampista o attaccante del Pisa.

## Biografia
Nasce a Negrar, in Veneto, da padre italiano e madre brasiliana. Ha un fratello minore, Samuele, anche lui calciatore.

## Caratteristiche tecniche
Vignato è un attaccante dotato di ottimo dribbling e ottima tecnica di base, abbinata ad una buona velocità, può essere impiegato da trequartista oppure da ala sulle corsie laterali. 

## Carriera

### Club

#### Chievo
Cresciuto nel settore giovanile del Chievo, ha esordito in prima squadra il 20 maggio 2017, a 16 anni, entrando al posto di Roberto Inglese a pochi minuti dalla fine della partita Chievo-Roma (3-5) valida per la 37ª giornata di Serie A.
Nella stagione successiva non viene mai impiegato in prima squadra ma si rende protagonista con la Primavera.
Nella stagione 2018-2019 viene aggregato stabilmente alla prima squadra, trovando la sua prima presenza stagionale nella partita di campionato del 21 gennaio 2019 contro la Juventus a Torino. Parte per la prima volta da titolare l'8 aprile 2019 in occasione della trasferta contro il Bologna. Realizza la sua prima rete fra i professionisti il 20 aprile 2019, aprendo le marcature con un destro da fuori area nella partita contro la Lazio vinta 2-1 dal Chievo. Una volta sancita la retrocessione in Serie B, viene impiegato in tutte le ultime 9 partite di campionato dal tecnico Di Carlo.
Nella stagione seguente segna la prima rete in Serie B, in occasione del successo per 2-0 contro l'Ascoli del 20 ottobre 2019. Nel gennaio 2020 viene ceduto definitivamente al Bologna, che lo lascia ai clivensi in prestito fino alla fine della stagione. Viene impiegato con continuità e termina il campionato, nel quale il Chievo si piazza al sesto posto, con 32 presenze e 5 gol. Il Chievo partecipa quindi ai play-off per la promozione dove viene eliminato in semifinale dallo Spezia.

#### Bologna e prestito all’Empoli
Conclusa la stagione 2019-2020, come previsto dagli accordi precedenti, passa al Bologna. Debutta con i rossoblù il 21 settembre 2020, nella partita in casa del Milan, subentrando nel finale a Musa Barrow. Il 27 ottobre, nel debutto in Coppa Italia con i felsinei, segna il gol del vantaggio contro la Reggina nella sfida del terzo turno conclusasi con il risultato di 2-0 per gli emiliani. Segna il suo secondo gol in Serie A (il primo da giocatore dei rossoblù) il 5 dicembre, nella sfida persa per 3-1 contro l'Inter, dopo essere entrato in campo da 5 minuti. Il 2 maggio 2021, nell'incontro al Dall'Ara contro la Fiorentina valevole per il 34º turno di Serie A, serve al compagno di squadra Rodrigo Palacio i 3 assist per i tre gol che permettono al Bologna di pareggiare per 3-3 contro la formazione toscana.
Il 31 gennaio 2023, ultimo giorno della finestra invernale di calciomercato, si trasferisce all'Empoli in prestito con diritto di riscatto. Va in gol al debutto con i toscani, siglando la rete del definitivo 2-2 casalingo contro lo Spezia, nella gara di campionato dell'11 febbraio 2023.

#### Pisa e prestito alla Salernitana
Il 1º settembre 2023, ultimo giorno di calciomercato estivo, viene acquistato a titolo definitivo dal Pisa militante in Serie B. Fa il proprio debutto per il club nerazzurro il giorno seguente nella gara persa per 2-0 in casa del Modena. Nei suoi primi quattro mesi il giocatore raggrupperà un totale di 12 presenze in campionato, venendo relegato in panchina molteplici volte.
Il 1º febbraio 2024 torna in Serie A venendo ingaggiato dalla Salernitana in prestito con diritto di riscatto. Debutta con i granata tre giorni dopo la firma nella gara in trasferta contro il Torino (0-0), subentrando a Grīgorīs Kastanos all'87' minuto. Il 6 maggio 2024 serve il suo primo assist in granata al compagno Loum Tchaouna, per quella che sarà la rete del momentaneo 1-0 di una gara casalinga contro l'Atalanta. Con il club retrocesso in cadetteria dopo tre stagioni consecutive, termina l'annata mettendo assieme un totale di 9 presenze.

### Nazionale
Ha giocato in tutte le nazionali giovanili italiane a partire dall'Under-17, pur avendo ricevuto una convocazione dall'Under-17 del Brasile.
Il 16 novembre 2018 ha debuttato nell'Under-19; nella partita persa per 3-2 contro i pari età dell'Ungheria. Il 9 settembre 2019 esordisce nell'Under-20 vincendo contro i pari età della Repubblica Ceca.
Esordisce in nazionale Under-21 l'8 ottobre 2021, con il CT Paolo Nicolato, giocando come titolare e realizzando il suo primo gol nella partita di qualificazione vinta per 2-1 in trasferta contro la Bosnia ed Erzegovina.

## Statistiche

### Presenze e reti nei club
Statistiche aggiornate al 13 maggio 2025.
| Stagione        | Squadra         | Campionato      | Campionato | Campionato | Coppe nazionali | Coppe nazionali | Coppe nazionali | Coppe continentali | Coppe continentali | Coppe continentali | Altre coppe | Altre coppe | Altre coppe | Totale | Totale | Totale |
| Stagione        | Squadra         | Comp            | Pres       | Reti       | Comp            | Pres            | Reti            | Comp               | Pres               | Reti               | Comp        | Pres        | Reti        | Pres   | Reti   |        |
| --------------- | --------------- | --------------- | ---------- | ---------- | --------------- | --------------- | --------------- | ------------------ | ------------------ | ------------------ | ----------- | ----------- | ----------- | ------ | ------ | ------ |
| 2016-2017       | Chievo          | A               | 2          | 0          | CI              | 0               | 0               | -                  | -                  | -                  | -           | -           | -           | 2      | 0      |        |
| 2017-2018       | Chievo          | A               | 0          | 0          | CI              | 0               | 0               | -                  | -                  | -                  | -           | -           | -           | 0      | 0      |        |
| 2018-2019       | Chievo          | A               | 10         | 1          | CI              | 0               | 0               | -                  | -                  | -                  | -           | -           | -           | 10     | 1      |        |
| 2019-2020       | Chievo          | B               | 32+3       | 5          | CI              | 2               | 0               | -                  | -                  | -                  | -           | -           | -           | 37     | 5      |        |
| Totale Chievo   | Totale Chievo   | Totale Chievo   | 44+3       | 6          |                 | 2               | 0               |                    | -                  | -                  |             | -           | -           | 49     | 6      |        |
| 2020-2021       | Bologna         | A               | 31         | 1          | CI              | 2               | 1               | -                  | -                  | -                  | -           | -           | -           | 33     | 2      |        |
| 2021-2022       | Bologna         | A               | 24         | 0          | CI              | 1               | 0               | -                  | -                  | -                  | -           | -           | -           | 25     | 0      |        |
| 2022-gen. 2023  | Bologna         | A               | 8          | 0          | CI              | 1               | 0               | -                  | -                  | -                  | -           | -           | -           | 9      | 0      |        |
| Totale Bologna  | Totale Bologna  | Totale Bologna  | 63         | 1          |                 | 4               | 1               |                    | -                  | -                  |             | -           | -           | 67     | 2      |        |
| gen.-giu. 2023  | Empoli          | A               | 5          | 1          | CI              | -               | -               | -                  | -                  | -                  | -           | -           | -           | 5      | 1      |        |
| 2023-feb. 2024  | Pisa            | B               | 12         | 0          | CI              | -               | -               | -                  | -                  | -                  | -           | -           | -           | 12     | 0      |        |
| feb.-giu. 2024  | Salernitana     | A               | 9          | 0          | CI              | -               | -               | -                  | -                  | -                  | -           | -           | -           | 9      | 0      |        |
| 2024-2025       | Pisa            | B               | 11         | 0          | CI              | 2               | 0               | -                  | -                  | -                  | -           | -           | -           | 13     | 0      |        |
| Totale Pisa     | Totale Pisa     | Totale Pisa     | 24         | 0          |                 | 2               | 0               |                    | -                  | -                  |             | -           | -           | 25     | 0      |        |
| Totale carriera | Totale carriera | Totale carriera | 145        | 8          |                 | 8               | 1               |                    | -                  | -                  |             | -           | -           | 153    | 9      |        |

### Cronologia presenze e reti in nazionale
| Cronologia completa delle presenze e delle reti in nazionale ― Italia under 21 | Cronologia completa delle presenze e delle reti in nazionale ― Italia under 21 | Cronologia completa delle presenze e delle reti in nazionale ― Italia under 21 | Cronologia completa delle presenze e delle reti in nazionale ― Italia under 21 | Cronologia completa delle presenze e delle reti in nazionale ― Italia under 21 | Cronologia completa delle presenze e delle reti in nazionale ― Italia under 21 | Cronologia completa delle presenze e delle reti in nazionale ― Italia under 21 | Cronologia completa delle presenze e delle reti in nazionale ― Italia under 21 |
| Data                                                                           | Città                                                                          | In casa                                                                        | Risultato                                                                      | Ospiti                                                                         | Competizione                                                                   | Reti                                                                           | Note                                                                           |
| ------------------------------------------------------------------------------ | ------------------------------------------------------------------------------ | ------------------------------------------------------------------------------ | ------------------------------------------------------------------------------ | ------------------------------------------------------------------------------ | ------------------------------------------------------------------------------ | ------------------------------------------------------------------------------ | ------------------------------------------------------------------------------ |
| 8-10-2021                                                                      | Zenica                                                                         | Bosnia ed Erzegovina under 21                                                  | 1 – 2                                                                          | Italia under 21                                                                | Qual. Europeo Under-21 2023                                                    | 1                                                                              | 67’ 81’                                                                        |
| 12-10-2021                                                                     | Monza                                                                          | Italia under 21                                                                | 1 – 1                                                                          | Svezia under 21                                                                | Qual. Europeo Under-21 2023                                                    | -                                                                              |                                                                                |
| 12-11-2021                                                                     | Dublino                                                                        | Irlanda under 21                                                               | 0 – 2                                                                          | Italia under 21                                                                | Qual. Europeo Under-21 2023                                                    | -                                                                              | 90+2’                                                                          |
| 16-11-2021                                                                     | Frosinone                                                                      | Italia under 21                                                                | 4 – 2                                                                          | Romania under 21                                                               | Amichevole                                                                     | -                                                                              | 46’                                                                            |
| 25-3-2022                                                                      | Podgorica                                                                      | Montenegro under 21                                                            | 1 – 1                                                                          | Italia under 21                                                                | Qual. Europeo Under-21 2023                                                    | -                                                                              | 81’                                                                            |
| 29-3-2022                                                                      | Trieste                                                                        | Italia under 21                                                                | 1 – 0                                                                          | Bosnia ed Erzegovina under 21                                                  | Qual. Europeo Under-21 2023                                                    | -                                                                              | 87’                                                                            |
| 6-6-2022                                                                       | Differdange                                                                    | Lussemburgo under 21                                                           | 0 – 3                                                                          | Italia under 21                                                                | Qual. Europeo Under-21 2023                                                    | 1                                                                              | 62’                                                                            |
| 22-9-2022                                                                      | Pescara                                                                        | Italia under 21                                                                | 0 – 2                                                                          | Inghilterra under 21                                                           | Amichevole                                                                     | -                                                                              | 68’                                                                            |
| 26-9-2022                                                                      | Castel di Sangro                                                               | Italia under 21                                                                | 1 – 1                                                                          | Giappone under 21                                                              | Amichevole                                                                     | -                                                                              | 63’                                                                            |
| 19-11-2022                                                                     | Ancona                                                                         | Italia under 21                                                                | 2 – 4                                                                          | Germania under 21                                                              | Amichevole                                                                     | -                                                                              | 59’                                                                            |
| Totale                                                                         |                                                                                | Presenze                                                                       | 10                                                                             |                                                                                | Reti                                                                           | 2                                                                              |                                                                                |